# Ivan Nikolaevič Pavlov
Ivan Nikolaevič Pavlov (Kašira, 5 marzo 1872 – Mosca, 30 agosto 1951) è stato un pittore e incisore russo.

## Biografia
Pavlov si avvicinò all'arte giovanissimo, lavorando per un incisore di Mosca, realizzando già a quindici anni le sue prime opere.
Successivamente perfezionò le sue conoscenze presso l'istituto Stieglitz di San Pietroburgo.
Incominciò a lavorare ispirandosi alle opere russe dell'Ottocento, soprattutto degli Ambulanti, oltre a collaborare con importanti periodici nei due decenni a cavallo del Novecento.
Dopo di che fu un pioniere dell'incisione, della xilografia, fino a portarla come mezzo artistico di primo piano, producendo numerosi album, tra i quali si ricordano: Russia che scompare (1914); Il paesaggio nelle silografie a colori (1923); Il Volga a Jaroslav (1920); Stalino (1936); inoltre fu celebre per i  lavori dedicati alla seconda guerra mondiale oltre che come ritrattista.
Pavlov caratterizzò le sue opere per l'inserimento di elementi tecnici innovativi, quali il linoleum.
Infine, Pavlov si distinse anche come insegnante, dapprima all'istituto Stroganov dal 1907, poi al Vohutemas, dove ebbe allievi importanti come V. Zavjalov.
Tra i suoi trattati, i saggi e le autobiografie, si possono menzionare : La mia vita e i miei incontri (1949), Tecnica della xilografia (1952).

## Opere

### Arte
- Russia che scompare (1914);
- Il paesaggio nelle silografie a colori (1923);
- Il Volga a Jaroslav (1920);
- Stalino (1936).

### Letteratura e saggi
- La mia vita e i miei incontri (1949);
- Tecnica della xilografia (1952).